# Tiếng Karen S'gaw
Tiếng Karen Sgaw/S'gaw, tiếng Kayin Sgaw, thường gọi ngắn gọn tiếng Karen, là một ngôn ngữ Hán-Tạng, là ngôn ngữ của người Karen Sgaw ở Myanmar và Thái Lan. Tiếng Karen Sgaw là tiếng nói của hơn một triệu người sinh sống ở vùng Tanintharyi, vùng Ayeyarwady, vùng Yangon, vùng Bago của Myanmar, cũng như của 200.000 người ở bắc và tây Thái Lan, dọc biên giới với bang Kayin. Nó chủ yếu được viết bằng chữ Karen S'gaw, một dạng chữ viết bắt nguồn từ chữ Miến. Người Sgaw ở Thái Lan dùng chữ Latinh.
Tiếng Karen Sgaw gồm nhiều (nhóm) phương ngữ mà có thể coi là ngôn ngữ riêng: Paku (mạn đông bắc), Mopwa (Mobwa, mạn tây bắc), Wewew, Monnepwa.

## Phân bố và phương ngữ
Tiếng Karen S'gaw được nói ở châu thổ Ayeyarwady, trong các vùng Ayeyarwady, Bago, Kayin, Rangon. Người Karen S’gaw thường xuyên tiếp xúc với người nói tiếng Karen Pwo.
Các phương ngữ tiếng Karen S'gaw:
- Phương ngữ đông (Pa’an)
- Phương ngữ nam (Dawei)
- Phương ngữ vùng đồng bằng

Paku nói ở:
- trên những dãy đồi phía đông nam Taungoo ở miền đông vùng Bago, kế bang Kayin
- nam bang Kayah

Paku gồm các phương ngữ/tiểu phương ngữ sau: Shwe Kyin, Mawchi, Kyauk Gyi, Bawgali. Tên gọi dựa trên tên làng.
- Kyauk Gyi và Shwe Kyin nói ở huyện Taungoo, đông vùng Bago, gần biên giới bang Kayin
- Mawchi ở bang Kayah.
- Bawgali nói ở mạn bắc bang Kayin.

Mobwa được nói trong 9 ngôi làng bên chân dãy Thandaung, bang Kayin.
Mobwa gồm hai phương ngữ/tiểu phương ngữ Palaychi (Mobwa bắc) và Dermuha (Mobwa nam).